# 와키자카 야스마사
와키자카 야스마사(일본어: 脇坂 安政, 1633년 3월 28일 ~ 1694년 5월 13일)는 에도 시대의 다이묘이다. 다쓰노번 와키자카가(龍野藩脇坂家) 제3대 당주.
다이묘에 취임한 직후에는 도자마 다이묘였으나 친가 홋타씨의 인연으로 네가이후다이의 지위를 획득하였다. 이로 인해 야스마사의 후손들은 후다이 다이묘의 지위를 보유하게 된다.

## 같이 보기
- 사카이 다다카쓰: 에도 막부의 다이로이자 야스마사의 친외조부

| 전임 와키자카 야스모토 | 제2대 시나노 이다번 번주 (와키자카씨) 1654년 ~ 1672년 | 후임 호리 지카마사 |

| 전임 막부령(교고쿠 다카카즈) | 제1대 다쓰노번 번주 (와키사카씨) 1672년 ~ 1684년 | 후임 와키사카 야스테루 |